# Кандидат університету
Кандидат університету, кандидат — перший (з 1819 по 1835 рік другий) академічний ступінь (кваліфікація) в Російській імперії з 1804 по 1884 роки. Ступінь кандидата (його не слід плутати з сучасним науковим ступенем кандидата наук) присвоювався особам, що закінчили з відзнакою курс університету чи прирівняного до нього іншого вищого навчального закладу (ліцей, академія) та представили письмову роботу на обрану ними тему. Студенти, що завершили університет без відзнаки, отримували при цьому нижчий академічний ступінь (з 1819 по 1835 рік ступінь дійсного студента) і могли претендувати на ступінь кандидата не раніше ніж через рік за умови подання письмової роботи та складення іспитів. Наступними за рангом ступенями були ступені магістра і доктора.
Ступінь кандидата вживався в поєднанні з назвою навчального закладу (кандидат Казанського університету, кандидат Московської духовної академії) або галузі знань (кандидат словесності, кандидат прав тощо).
Ступінь кандидата університету при вступі на державну службу давав право на чин 10 класу (див. Табель про ранги) — колезький секретар, що відповідало армійському званню штабс-капітана.
Ступінь кандидата був скасований у більшості університетів із прийняттям загального університетського статуту 1884 року, проте залишився у вищих навчальних закладах, що не підпадали під дію цього статуту: Варшавський і Юр'ївський (Тартуський) університети, Демидівський ліцей, а також духовні академії. Особи, які закінчили з відзнакою курс у комерційних училищах у Санкт-Петербурзі і Харкові, отримували ступінь кандидата комерції.
Остаточно скасований разом з іншими званнями, ступенями і чинами в 1917 році.